# Musical

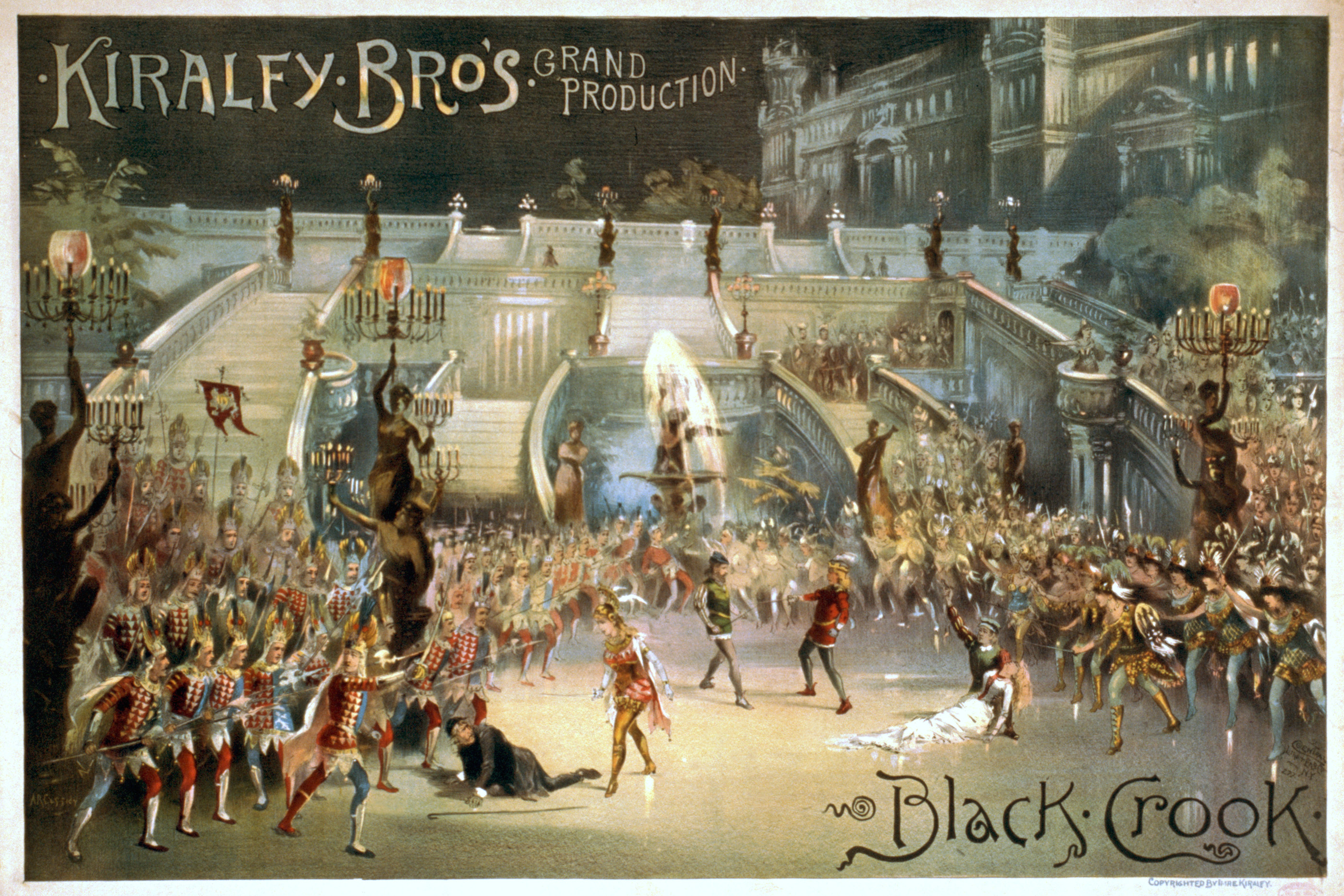
Poster del musical The Black Crook (1866) che alcuni storici considerano il primo musical della storia

Il musical è un genere di rappresentazione teatrale e cinematografico, nato e sviluppatosi negli Stati Uniti d'America tra l'Ottocento e il Novecento. Un suo corrispondente in Italia è la commedia musicale, con cui condivide l'uso di più tecniche espressive e comunicative insieme. L'azione viene portata avanti sulla scena non solo dalla recitazione, ma anche dalla musica, dal canto e dalla danza che fluiscono in modo spontaneo e naturale, senza che risulti pesante o eccessivo.

## Caratteristiche
Il musical è uno spettacolo derivato dall'operetta europea e adattato al gusto e al costume statunitense. Questo spettacolo è costituito da una commedia, in genere brillante e di ambientazione americana, nella quale sono presenti brani che appartengono ai generi della musica leggera, del jazz, del blues o derivano dall'opera lirica e dal balletto. Tutti questi linguaggi sono uniti tra loro grazie a una orchestrazione elegante e perfetta. Nel musical non c'è fusione tra i diversi linguaggi, che vi compaiono invece affiancati in una compresenza ben integrata e armonizzata.
In questo genere ogni particolare risulta indispensabile per la riuscita dello spettacolo, dai costumi dalla scenografia includendo regia, coreografie e luci senza dimenticare gli attori (chiamati performers) che devono essere in grado di comunicare emozioni ricorrendo, spesso contemporaneamente, a discipline come la recitazione, la danza e il canto.
Il musical inoltre va attentamente distinto dal teatrodanza: quest'ultimo, infatti, è un fenomeno non solo più recente, propriamente novecentesco, ma concettualmente più avanzato e di maggiore complessità estetico-linguistica.

## Storia
Si può affermare che il musical sia nato il 12 settembre 1866, giorno in cui negli Stati Uniti d'America viene messa in scena per la prima volta un'opera (The Black Crook) nata dall'unione fra una compagnia di ballo e canto, importata dall'Europa, con una compagnia di prosa. Questa collaborazione deriva dal fatto che la prima era rimasta senza un teatro in cui esibirsi mentre la seconda era alle prese con una produzione che si stava rivelando assai più costosa del previsto. Superate le difficoltà economiche e organizzative ci fu la prima dello spettacolo che si svolse al Niblo's Garden Theatre (USA).
Il musical aveva quindi origine dai ceti popolari della società americana, in cui vi erano numerosi gruppi di immigrati appartenenti ad etnie differenti, e si sviluppa come una forma di teatro rivolta alle masse e ad un pubblico molto variegato. La sua struttura ed il suo stile permette allo spettatore di poter seguire lo spettacolo come nel vaudeville (teatro di varietà), risultando più scorrevole e di più semplice comprensione rispetto alla prosa tradizionale. La bravura degli attori, la grazia delle ballerine, la capacità nel canto: sono queste le caratteristiche che hanno permesso la nascita e lo sviluppo di questa forma di spettacolo. Partendo da New York e Broadway, nasce una tradizione che si diffonderà a macchia d'olio, portando la cultura del musical per le grandi e piccole città degli Stati Uniti.
Gli spettacoli statunitensi di musical verranno portati successivamente in altre città d'Europa, e per farli conoscere ai paesi di lingua non inglese in alcuni casi si è ricorso alla traduzione dei testi, in altri sono stati utilizzati sottotitoli, mantenendone meglio la peculiarità. Versioni cinematografiche di Hollywood, hanno contribuito alla maggiore conoscenza e popolarità di questo genere. 
Produzioni iniziano negli anni '50 anche in altri paesi, spesso con peculiarità locali. In Inghilterra si hanno The Boy Friend (1954) di Sandy Wilson e Oliver! (1960) di Lionel Bart. In Francia Irma la douce di Alexandre Breffort con musiche di Marguerite Monnot.
In Italia, per iniziativa degli sceneggiatori, registi e produttori Garinei e Giovannini nasce, e rapidamente prevale sulla già diffusa rivista, una forma di teatro musicale simile al musical ma con caratteristiche specifiche che la differenziano, la commedia musicale.

## Tipologie
Musical comedyClassica commedia musicale con un soggetto divertente, in cui la storia è portata avanti da recitazione, canto e ballo. Talvolta le canzoni non sono usate per portare avanti la trama, bensì come elementi riempitivi o digressioni.
Cabaret musicalmusical comedy in cui il cast interagisce con il pubblico, con frasi o gesti.
Musical playLa trama è seria e, a volte, drammatica; le canzoni servono per mandare avanti la storia, e non solo per arricchirla.
Concept MusicalLa storia non parte da una trama vera e propria, bensì da un concetto, approfondito e sviscerato nel corso del musical.
Backstage musicalRacconta una situazione di "teatro nel teatro", con un cast che prova uno show.
Opera rockla colonna sonora del musical è di genere rock, con un cast giovane che spesso rappresenta un gruppo tribale di oppositori al sistema.
Bio musicalRacconta la vita di un personaggio famoso.
Dance musicalmusical in cui il ballo è prevalente.
Ensemble musicalmusical con pochi personaggi e un piccolo cast, in cui non si individuano personaggi principali o secondari. L'argomento trattato è intimo e riflessivo.
Musical operettamusical riconducibile per struttura all'operetta.
Movie musicalmusical tratti da film non musicali girati in precedenza.
Jukebox musicalmusical che usa come colonna sonora i pezzi famosi di un artista celebre o di un gruppo musicale.
Opera Popolare/ModernaForma di musical che per il tipo di spettacolarità (senza dialoghi in prosa) può essere associata alla tradizione operistica. Non ha però effettiva parentela con l’opera lirica, bensì con il sung-through musical di origine anglo/americana.
Reality musicalmusical dove gli interpreti non vestono i panni di personaggi inventati, ma portano sé stessi e le proprie caratteristiche nella storia.